# 路易十六的出逃
法国国王路易十六出逃（1791年6月20日—21日），也译作瓦雷讷出逃，是法国大革命中最具戏剧化的事件之一，对大革命的发展和法国王室的命运产生了深远影响。

## 背景

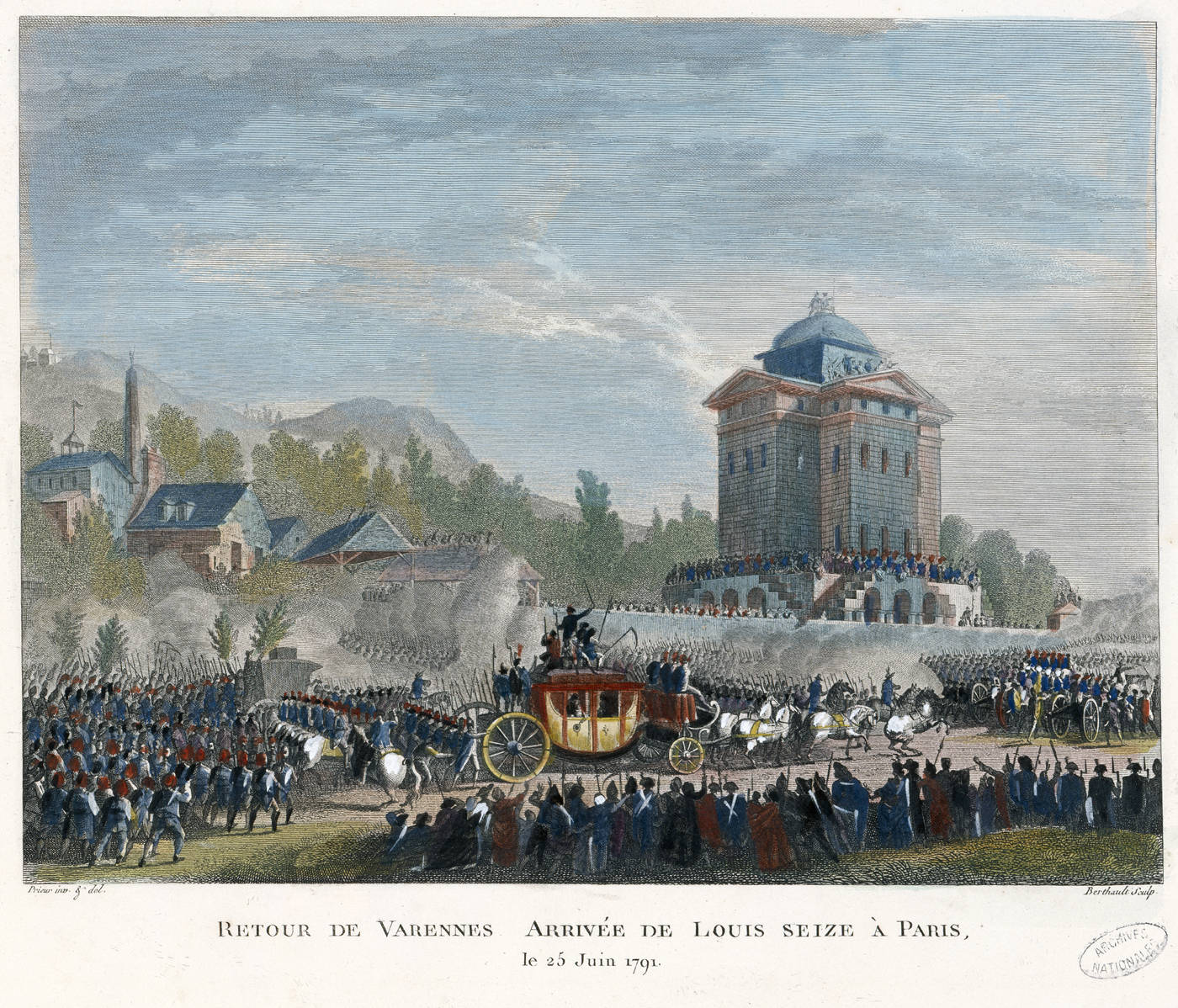
1791年6月25日，法国王室重返巴黎

1789年7月14日法国大革命爆发后，王后玛丽·安托瓦内特和王室亲信多次劝说路易十六逃往外省避难。路易一开始拒绝离开，要等待革命自行灭亡。但局势的发展使他改变主意。1789年10月6日，若干巴黎妇女和数千名国民卫队士兵闯入凡尔赛宫引發「凡爾賽遊行事件」要求国王迁入巴黎居住。他们与卫兵发生小规模冲突，結果有几名卫兵被杀。王后一度衣冠不整带着孩子躲避。当晚路易十六一家被迫搬入巴黎杜伊勒里宫，行动自由受到极大限制。
拉法耶特侯爵和米拉波都劝说路易十六采取妥协立场，推行君主立宪制。路易十六在公开场合多次表示支持制宪会议，顺从签署大部分法令，并在1790年7月14日攻陷周年纪念活动中公开宣誓将维护宪法。绝大多数法国民众相信他诚意支持革命，对他衷心爱戴，将他视为法国人民的国王。
然而，路易十六内心并不甘心王权被剥夺，通过密信告诉西班牙国王卡洛斯四世，他在逼迫下的言行全部无效。1791年2月28日，有谣言称国王处境危险，数百名年轻贵族前往王宫保护，与守卫王宫的国民卫队发生冲突，一些贵族遭到殴打和侮辱，引起路易十六震怒。同时，制宪会议在1790年11月27日通过法令，要求教士宣誓效忠国家、法律和国王，引起法国天主教会危机，很多忠于罗马教宗的教士拒绝宣誓。1791年4月18日，路易十六企图前往巴黎近郊的一座城堡，以便与拒绝宣誓的教士庆祝復活节，但在杜伊勒里宫门口被大群市民包围，最终未能离开。此事之后，路易十六坚定出逃的决心。

## 计划
早在路易十六决定出逃前的1790年秋天，出逃计划便已有了雏形，目标是把国王转移到边境附近，使他可以得到外国部队的支援。在远离巴黎和激进派的地方，国王希望法国大部分忠心臣民会响应他的号召，支持他就宪法问题重新谈判，结束革命。当年10月底，有关人员开始筹劃出逃的细节安排。掌管法国东北部军队的布耶侯爵负责在边境迎接國王，而逃出巴黎和行程计划则由王后及其情人瑞典貴族冯·费尔森制订。
起初，布耶和费尔森都劝说国王与家人分别乘坐小马车出逃，但遭到国王与王后的拒绝。最终王室决定11个人同道逃走，包括国王、王后、两个孩子、国王的妹妹伊丽莎白夫人、孩子的两位保姆和一位家庭教师，以及3名打扮成车夫的贵族护卫。费尔森准备了一辆双轮小马车供两位保姆乘坐，以及一辆豪华的大型马车供王室成员使用。
由于革命思想在法国士兵中传播，布耶将军决定依赖德意志和瑞士佣兵保护国王，而费尔森替手头拮据的王室提供了大量费用。经过漫长的交涉，奥皇终于同意在国王安全出逃后提供资金和部队支援。布耶选中了卢森堡西南部的法国边境城市蒙梅迪作为目的地，打算将国王送到距边境不到两英里的城堡。
出逃日期原本定于5月底，但随后路易十六不断推迟行程，最终定在了6月19日。此前，王后开始将自己的服装、珠宝和化妆品偷偷运出巴黎。她的行动被人察觉，引起了一名爱国女仆的怀疑。为了避开这名女仆值班的时间，王室将出逃日期推迟到了6月20日，但布耶直到6月15日才得知变化，只好临时变动部队调遣。雇佣兵的频繁来往引起了了当地民众的猜疑。

## 逃亡经过

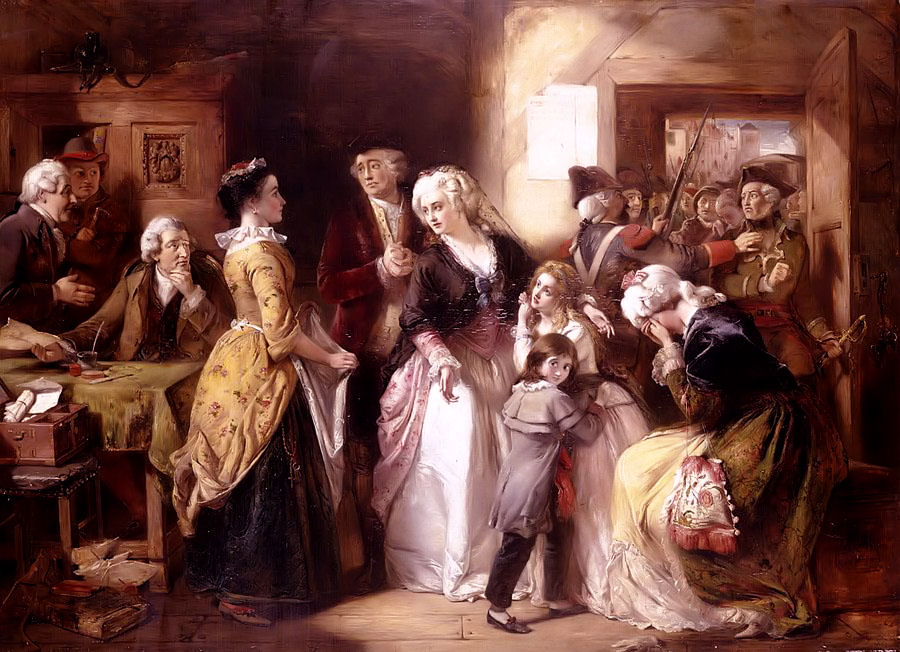
國王一家在瓦雷納被捕，托馬斯·馬歇爾（Thomas Falcon Marshall）繪，1854年

1791年6月20日深夜，王室成员化装后逐一悄悄穿过隐秘的通道溜出王宫。但拉法葉侯爵和当时的巴黎市长让·西尔万·巴伊意外来到王宫找路易十六谈话，使国王不得不推迟离开。费尔森将他们送上准备好的马车，在巴黎郊区的邦迪离开了他们。此时他们已比原计划推迟了两个小时。国王的弟弟路易十八（普羅旺斯伯爵）也在当晚轻装出逃，成功逃入布鲁塞尔。
国王一行人离开巴黎后十分兴奋，而起初行程也比较顺利。一路上，路易十六并不费心隐藏，甚至多次下车与附近乡民交谈。到达圣默努之前已数次有人认出国王，但震惊疑虑之餘都没有作出反应。然而，马车到达马恩河畔沙隆时已落后原计划三个小时，原定在城外迎接国王的骑兵与当地农民发生冲突，又怀疑国王未能成功逃离巴黎，已经基本撤离。一行人傍晚来到了圣默努的驿站，站长让·巴蒂斯特·德鲁埃也认出了国王，并在马车离开后通报了市议会，后者派德鲁埃追赶国王。
德鲁埃抢在国王前面到达了距蒙梅迪三四十英里处的瓦雷讷，传达了这个惊人的消息。瓦雷讷敲响了警钟，拦住了国王一行人。起初，代理市长答应帮助承认了自己身份的国王离开，但市议会讨论后决定拖延时间，下令国民卫队严阵以待，并向附近城镇求援。布耶手下的骑兵随后赶到，但无法救出国王。
6月21日早晨，国王出逃的消息在巴黎传开。路易十六临行前在桌上留下了一份声明，谴责制宪会议从王室手中剥夺了外交、军事和地方行政权力，并宣布他在1789年6月23日以后批准的全部法令无效。拉法葉侯爵和制宪会议先后派人急速追赶。面对危机，制宪会议达到了空前的团结，通过法令开始行使行政权，同时下令法国各地开始紧急备战。
6月22日清晨，巴黎的使者到达了瓦雷讷。当地市议会毫不犹豫地服从了制宪会议的命令。路易十六一行人在数千名国民卫队的伴随下启程返回巴黎。一路上民众从四面八方赶来，随着马车缓缓向巴黎进发。制宪会议派出的三名代表在马恩河谷与国王会合，陪同王室在6月25日回到巴黎。

## 餘波
路易十六出逃的消息刚刚传出时，很多由衷热爱国王的民众都认为他是遭到绑架。但国王留下的声明打破了他们的幻想，造成人民心理上极大创伤。民众对路易十六的支持骤减，公共场所的王室标记被黑布遮盖，出现了大量讽刺王室的图片。同时，在战争的威胁下，法国爱国主义和民族主义情绪高涨，无数人致信巴黎或公开宣誓效忠“国家、法律和制宪会议”，国王不再是凝聚法国人民的核心。
得知国王已被拦住后，制宪会议脆弱的团结迅速瓦解，代表们就国王的命运展开了激烈的争论。激进民主派要求审判甚至废黜国王，认为路易已经失去了民心，不能当政。温和派则希望保持路易的王位，竭力为他辩护，并强调国王出走并未违法。巴黎乃至整个法国民众都卷入了辩论，少数人开始提出共和的可能。7月15日，制宪会议最终决定宣布国王无罪，但在次日通过附加条款，规定国王在签署宪法之后才能恢复王位。
法国外省即使对国王的行为表示失望和愤慨，也都基本支持了制宪会议的决定，但巴黎激进派对决议极为不满。在制宪会议辩论期间，科德利埃俱乐部就曾组织民众举行游行示威，并多次递交请愿书要求至少在全法国就国王命运举行公决。他们在请愿不断遭到冷遇的情况下越来越恼怒，以至于含蓄地号召人民起义。7月15日晚，几百名示威者闯入雅各宾俱乐部，希望得到后者的支持。本已陷入争执的雅各宾派随即分裂，温和派在7月16日另组斐扬俱乐部。
雅各宾派起先同意起草请愿书，与科德利埃俱乐部共同行动，但随后被罗伯斯庇尔说服放弃了请愿计划。科德利埃俱乐部则组织民众在7月17日举行抗议活动。这一天是周日，人群游行来到练兵场，约6000人在请愿书上签字，在场旁观者约有5万人。傍晚，市长巴伊宣布实施戒严，拉法耶特带领士兵来到练兵场。根据当时的戒严法规定，市长需要首先三次要求群众解散，然后才能动用武力镇压。示威民众和士兵发生摩擦，卫队没有等待市长發话便向群众开枪，造成约50人死亡，史称练兵场惨案。
1791年9月3日，制宪会议经过两年的工作终于完成并通过了1791年宪法。路易十六在9月14日接受了宪法，制宪会议于9月30日闭幕。路易十六出逃的风波告一段落，但损害已经造成。1792年8月10日，在法国军队节节败退的情况下，巴黎民众发动起义，推翻了波旁王朝。路易十六在1793年1月21日被送上断头台。

## 影响
路易十六的出逃对法国历史带来了难以估量的影响。如若他当时决定留在巴黎支持宪法，法国很可能会沿着君主立宪制的方向发展，逐渐实现民主。如果他当时的逃跑成功，法国几乎肯定会立刻陷入战争。他的出逃失败推迟了法国与欧洲列强开战的时间，使制宪会议得以完成宪法。但国王被送回巴黎后，激进派和温和派就如何处理他的问题进行激烈辩论，造成两派彻底分裂，促使法国革命陷入党派相争的混乱状况。
路易十六出逃时留下的声明打破了民众对他的幻想，在制宪会议作出决定前，法国各地民众讨论国王和国家的命运，开始考虑成立共和国的可能性，为次年法国最终废除王政创造了一定的舆论基础。部分巴黎民众追随激进派要求共和，与制宪会议发生矛盾，引发了练兵场惨案，但无套裤汉首次以独立于制宪会议的政治力量出现，将在未来两年内影响大革命的发展。
在国王出逃至制宪会议正式宣布他无罪期间，制宪会议掌握了立法、行政和司法的大权，为日后公安委员会专政奠定了基础。国王成功逃出巴黎助长了阴谋论的流行，一时间人人怀疑政敌是反革命的奸细。当时，法国很多地方在恐慌中都出现了当局没有确凿证据便逮捕嫌疑犯的现象，成为共和時期雅各賓派的恐怖統治的前奏。但与此同时，法国民众积极备战，表现出强烈的爱国热情，埋下了未來法國強盛的伏筆。